# Édward Gardère
Édward Gardère (* 25. února 1909 Gérardmer, Francie – 24. července 1997 Buenos Aires, Argentina) byl francouzský sportovní šermíř, který kombinoval šerm fleretem a šavlí.
Bratr André Gardère reprezentoval Francii ve sportovním šermu. Francii reprezentoval ve třicátých letech. Na olympijských hrách startoval v roce 1932 a 1936 v soutěži jednotlivců a družstev v šermu fleretem a šavlí. V soutěži jednotlivců získal na olympijských hrách 1936 stříbrnou olympijskou medaili v šermu fleretem. V roce 1937 obsadil druhé místo na mistrovství světa v soutěži jednotlivců v šermu fleretem. S francouzským družstvem fleretistů vybojoval na olympijských hrách 1932 zlatou olympijskou medaili a na olympijských hrách 1936 stříbrnou olympijskou medaili. V roce 1937 vybojoval s družstvem fleretistů druhé místo na mistrovství světa a v roce 1938 vybojoval druhé místo na mistrovství světa s družstvem fleretistů a šavlistů.